# Крим-Крим
Крим-Крим (фр. Krim-Krim) — город и супрефектура в Чаде, расположенный на территории региона Западный Логон. Административный центр департамента Гвени.

## Географическое положение
Город находится в юго-западной части Чада, к востоку от реки Танджиле (бассейн реки Логон), на высоте 508 метров над уровнем моря.
Населённый пункт расположен на расстоянии приблизительно 352 километров к юго-юго-востоку (SSE) от столицы страны Нджамены.

## Население
По данным официальной переписи 2009 года численность населения Крим-Крима составляла 25 712 человек (12 434 мужчины и 13 278 женщин). Население супрефектуры по возрастному диапазону распределилось следующим образом: 51,8 % — жители младше 15 лет, 44,7 % — между 15 и 59 годами и 3,5 % — в возрасте 60 лет и старше.

## Транспорт
Ближайший аэропорт расположен в городе Кело.